# María Maksákova
María Petrovna Maksákova (en ruso: Мария Петровна Максакова; Múnich, 24 de julio de 1977) es una cantante de ópera rusa nacida en Alemania, solista invitada con el Teatro Bolshói (desde 2003), solista con la Helikon-Opera de Moscú (desde 2006) y la compañía de ópera del Teatro Mariinski (2011). Ella es la hija de la actriz Liudmila Maksákova y nieta de María Maksákova, una renombrada cantante de ópera rusa-soviética. Maksákova fue laureada en varios eventos de prestigio (incluyendo el Festival Internacional de Ópera de Moscú en 2000 y el II Concurso Internacional Obraztsova en 2002). Su amplio repertorio de cámara incluye obras de Schumann, Schubert, Chaikovski, Rajmáninov y Rimski-Kórsakov.
En octubre de 2016, Maksákova se trasladó de Moscú a Kiev, Ucrania con su marido Denís Voronénkov, huyendo de lo que describieron como una persecución política contra Voronénkov en Rusia. El 23 de marzo de 2017, Voronénkov fue asesinado en Kiev.

## Primeros años y educación
Maksákova nació en Múnich, hija del hombre de negocios alemán Peter Igenbergs, a su vez nacido en Praga, hijo de emigrantes alemanes bálticos letones, y de la actriz soviética Liudmila Maksákova. María pasó su infancia en la aldea de Snegiri, fuera de Moscú, donde los solistas del Teatro Bolshói y muchos músicos famosos tuvieron sus dachas de verano. Comenzó a estudiar música a partir de los tres años y a la edad de seis se enroló en el departamento de piano de la Escuela de Música Central del Conservatorio de Moscú donde su maestra era la famosa cantante de ópera Natalia Schpiller. Como estudiante fue a Italia para estudiar bajo Katya Ricciarelli y, al terminar sus estudios allí, hizo su debut en la ópera de Parma. Sus otros tutores fueron Mivako Matsumoto, Gianfranco Pastine y Zurab Sotkilava. Con este último, Maksákova recorrió Ucrania y Rusia. En 1995 se graduó de la escuela con honores, y a la edad de quince años decidió embarcarse en una carrera como cantante, uniéndose a la Academia Gnesin de Música de Rusia, en la clase de la profesora Margarita Miglau, una antigua solista del Teatro Bolshói. En 1996 se matriculó en la Academia de Derecho Estatal de Moscú, donde se graduó en 2002.

## Carrera

### Carrera como cantante de ópera
En 2000, Maksákova participó en el Festival de Ópera de Moscú y ganó el premio al mejor debut por su interpretación de la parte de Rosina en El barbero de Sevilla. El mismo año, Yevgueni Kolobov la invitó al Teatro de la Ópera Novaya de Moscú donde del 2000 al 2006 cantó como Ophelia (Hamlet de Ambroise Thomas), Snegurochka (La doncella de nieve de Rimski-Kórsakov), Linda di Chamounix (Bravissimo, divertimento de Gaetano Donizetti), Ksenia (Borís Godunov de Modest Músorgski), Zinaida (Primer amor de Andrei Golovin), Leila (Los pescadores de perlas de Georges Bizet), entre otros.
En 2002, Maksákova fue una de los ganadores de la competencia de jóvenes cantantes de ópera Yelena Obraztsova y un año después se unió al Bolshói como solista invitada, apareciendo como Oscar (Un baile de máscaras de Giuseppe Verdi) y Musetta (La bohème de Giacomo Puccini). En 2006 se incorporó a la Helikon-Opera de Moscú y apareció como La Princesa en Rusalka de Antonín Dvořák, Rosina en El barbero de Sevilla, Susana en Las bodas de Fígaro de Mozart y otros.
En 2011, Maksákova se unió a la compañía de ópera del Teatro Mariinski, donde cantó como Dorabella (Così fan tutte), Cherubino (Las bodas de Fígaro), Frugola (Il tabarro), El compositor (Ariadna en Naxos), Nicklausse (Los cuentos de Hoffmann) y Eboli (Don Carlos).

### Otros emprendimientos
Maksákova es presentadora de televisión, copresentadora (desde enero de 2010, junto a Sviatoslav Belza) de la serie Romantika Romansa en el canal ruso Rossiya K. Ella apareció en varias películas rusas (incluyendo El barbero de Siberia de Nikita Mijalkov) y trabajó como modelo. En 2002, Lancôme la seleccionó para sus proyectos en Rusia.

### Carrera política
En diciembre de 2011, Maksákova se convirtió en una miembro del Parlamento (Duma Estatal), en representación del partido Rusia Unida. Maksákova se abstuvo dos veces durante la votación sobre el proyecto de ley contra huérfanos rusos.
Después de votar originalmente por la ley rusa contra la propaganda homosexual en junio de 2013, Maksákova la criticó en un discurso en la Duma en diciembre de 2013. Afirmó que la ley conduce a una mayor violencia contra las minorías sexuales en Rusia y que empaña la reputación de Rusia en el extranjero. Esto último conduce a una menor inversión extranjera en Rusia y a la discriminación de artistas rusos en el extranjero.
En mayo de 2016, Maksákova perdió las primarias de Rusia Unida en San Petersburgo. Ella acusó a las autoridades de manipulación de votos y prometió que se quejaría ante los líderes del partido.

## Vida personal
Maksákova tiene ciudadanía alemana, ya que ella nació en Alemania de un padre alemán.
Maksákova tiene un hijo, Iliá, y una hija, Liudmila, de una relación con Vladímir Tyurin.
Maksákova se casó con el exdiputado ruso Denís Voronénkov (quien también tuvo dos hijos de una relación anterior) en marzo de 2015. El hijo de ambos nació en abril de 2016. La pareja se conoció mientras trabajaba en un proyecto de ley que regulaba la exportación de artefactos culturales. En la época, Voronénkov era un diputado por el Partido Comunista de la Federación Rusa.
En octubre de 2016, antes del final del mandato parlamentario de ambos, Maksákova y Voronénkov se trasladaron a Kiev, Ucrania, después de que la Fiscalía General de Rusia se negó a lanzar una investigación contra Voronénkov recomendada por el Comité de Investigación de Rusia. Voronénkov fue acusado en una supuesta incautación ilegal de bienes (por valor 127 millones de rublos) en Moscú.
En diciembre de 2016, Voronénkov se convirtió en ciudadano ucraniano; según él, fue perseguido en Rusia por el Servicio Federal de Seguridad por hablar en contra de Vladímir Putin y las políticas del Kremlin, incluido el supuesto tráfico de drogas por parte del SFS. A principios de marzo de 2017, un tribunal de Moscú había sancionado la detención de Voronénkov in absentia en relación con su supuesta incautación ilegal de bienes en Moscú. El 23 de marzo de 2017, Voronénkov fue asesinado en Kiev.

## Discografía
- Sólo de amor (Лишь о любви, 2008)
- Las estrellas brillaron dócilmente para nosotros (Нам звезды кроткие сияли, 2008)
- Canciones de R. Schumann y F. Schubert (Р.Шуман, Ф.Шуберт. Песни., 2009)
- Arias mejor amadas (Любимые арии, 2009)
- En Sevilla (В Севилье, 2009)
- Mi voz es para ti (Мой голос для тебя, 2010)[21]